# Campionati italiani di triathlon medio del 2024
I Campionati italiani di triathlon medio del 2024 sono stati organizzati da TriEvolution, in collaborazione con la Federazione Italiana Triathlon e si sono tenuti a Barberino di Mugello in Toscana, in data 26 maggio 2024.
Tra gli uomini ha vinto Mattia Ceccarelli (Overcome Asd), mentre la gara femminile è andata a Sara Sandrini (Venus Triathlon).

## Risultati

### Elite uomini
| Pos. | Atleta               | Società sportiva     | Corsa   | Ciclismo | Corsa   | Totale  |
| ---- | -------------------- | -------------------- | ------- | -------- | ------- | ------- |
|      | Mattia Ceccarelli    | Overcome Team        | 0.22.47 | 2.02.30  | 1.11.34 | 3.38.47 |
|      | Dario Giovine        | Cuneo1198 Mentecorpo | 0.24.28 | 2.03.05  | 1.12.04 | 3.41.51 |
|      | Michele Bortolamedi  | K3 Cremona           | 0.22.44 | 2.04.32  | 1.13.03 | 3.42.29 |
| 4    | Nicola Duchi         | U.s. Dolomitica Asd  | 0.26.18 | 2.08.39  | 1.09.33 | 3.46.38 |
| 5    | Emanuele Faraco      | Terra Dello Sport    | 0.24.19 | 2.08.30  | 1.11.42 | 3.46.44 |
| 6    | Antonio Limoli       | Ekipe Ssd Arl        | 0.22.55 | 2.08.46  | 1.14.32 | 3.48.18 |
| 7    | Alessandro Degasperi | U.s. Dolomitica Asd  | 0.24.23 | 2.11.10  | 1.12.09 | 3.50.02 |
| 8    | Andrea Figini        | DDS                  | 0.24.30 | 2.05.15  | 1.18.31 | 3.50.39 |
| 9    | Matteo Rinaldi       | Overcome Team        | 0.24.22 | 2.11.03  | 1.15.00 | 3.52.38 |
| 10   | Luca Barbagallo      | U.s. Dolomitica Asd  | 0.26.47 | 2.13.23  | 1.11.04 | 3.53.42 |
| 11   | Ivan Cappelli        | Valdigne Triathlon   | 0.24.31 | 2.15.41  | 1.11.25 | 3.53.48 |
| 12   | Pietro Santini       | Firenze Tri          | 0.28.46 | 2.12.27  | 1.13.32 | 3.57.24 |
| 13   | Marco Gallina        | U.s. Dolomitica Asd  | 0.30.28 | 2.09.47  | 1.14.41 | 3.57.46 |
| 14   | Domenico Passuello   | Tritaly Asd          | 0.27.55 | 2.07.45  | 1.21.04 | 3.59.19 |
| 15   | Luca Ronchi          | Overcome Team        | 0.26.43 | 2.13.35  | 1.17.41 | 4.00.26 |
| 16   | Marco Vanni          | Tri Evolution        | 0.28.08 | 2.15.16  | 1.14.50 | 4.00.38 |
| 17   | Vincent Dominin      | U.s. Dolomitica Asd  | 0.29.22 | 2.12.23  | 1.17.11 | 4.01.25 |
| 18   | Marco Lorenzon       | Asd Jesolo Triathlon | 0.24.10 | 2.17.12  | 1.17.49 | 4.01.42 |
| 19   | Nicola Piccinin      | Swatt Tri Club       | 0.28.06 | 2.14.38  | 1.16.20 | 4.02.27 |
| 20   | Jacopo Butturini     | Triathlon Cremona St | 0.24.15 | 2.15.02  | 1.21.15 | 4.03.12 |

### Elite donne
| Pos. | Atleta                  | Società sportiva     | Corsa   | Ciclismo | Corsa   | Totale  |
| ---- | ----------------------- | -------------------- | ------- | -------- | ------- | ------- |
|      | Sara Sandrini           | Venus Triathlon      | 0.25.51 | 2.27.54  | 1.20.57 | 4.17.01 |
|      | Marta Bernardi          | Tri Evolution        | 0.25.54 | 2.29.31  | 1.24.16 | 4.22.19 |
|      | Maria Casciotti         | Purosangue Asd       | 0.28.06 | 2.42.07  | 1.24.15 | 4.37.01 |
| 4    | Nicole Malpezzi         | Raschiani Triathlon  | 0.31.31 | 2.37.23  | 1.25.33 | 4.37.51 |
| 5    | Valentina Odaldi        | U.s. Dolomitica Asd  | 0.32.46 | 2.33.25  | 1.30.56 | 4.40.01 |
| 6    | Sarah Giomi             | Tri Alto Adige       | 0.33.55 | 2.40.41  | 1.21.36 | 4.40.12 |
| 7    | Elisabetta Stocco       | Buonconsiglio Nuoto  | 0.31.34 | 2.39.09  | 1.32.45 | 4.46.43 |
| 8    | Arianna Castellan       | Uno Team Cittadella  | 0.36.58 | 2.38.20  | 1.28.11 | 4.47.04 |
| 9    | Barbara Trazzi          | Verona Triathlon Km  | 0.35.12 | 2.45.28  | 1.26.24 | 4.50.11 |
| 10   | Arianna Valenti         | U.s. Dolomitica Asd  | 0.31.37 | 2.50.46  | 1.25.53 | 4.51.18 |
| 11   | Alessia Roggiero        | Tritaly Asd          | 0.29.16 | 2.46.02  | 1.33.50 | 4.51.54 |
| 12   | Sara Savoia             | Tri Evolution        | 0.29.44 | 2.45.49  | 1.33.50 | 4.52.13 |
| 13   | Giulia Bedorin          | Tri Evolution        | 0.29.19 | 2.43.26  | 1.37.16 | 4.52.45 |
| 14   | Francesca Nardone       | Podistica Solidariet | 0.33.34 | 2.44.05  | 1.32.13 | 4.53.18 |
| 15   | Angela Fogarolli        | Ironbiella           | 0.35.09 | 2.42.00  | 1.35.27 | 4.55.15 |
| 16   | Roberta Maule           | Peschiera Tri        | 0.35.13 | 2.47.06  | 1.30.56 | 4.56.15 |
| 17   | Tiziana Squizzato       | Valdigne Triathlon   | 0.36.01 | 2.43.18  | 1.33.42 | 4.57.25 |
| 18   | Alessia Mancini         | Asd Esercito Accadem | 0.30.57 | 2.50.19  | 1.33.50 | 4.58.27 |
| 19   | Alessia Buratin         | Tri Evolution        | 0.35.56 | 2.46.02  | 1.35.10 | 5.00.34 |
| 20   | Mariachiara Silvestrini | Tri Evolution        | 0.31.42 | 2.46.32  | 1.40.38 | 5.01.44 |